# Station Loivre
Station Loivre is een spoorwegstation in de Franse gemeente Loivre.
Het ligt op de lijn tussen de stations van Laon en Reims.